# Кривулин, Абрам Моисеевич
Абрам Моисеевич Кривулин (1 [14] мая 1902, Чиркино, Новодугинский район — 29 января 1980, Москва) — советский военный, государственный и политический деятель, Гвардии генерал-майор.

## Биография
Родился в 1902 году в деревне Чиркино, ныне  Новодугинский район, Смоленская область, Россия. 
После окончания неполной средней школы, трудился на заводе. 
С 1923 года по 1936 год служил в рядах РККА,  член ВКП (б) с 1924 года. Затем находился на партийной работе.
С 1939 года — заместитель начальника отдела машиностроения Ярославского обкома ВКП(б).
С 1941 года — секретарь Ярославского обкома ВКП(б) по промышленности.
С июня 1941 года в РККА, полковой комиссар.
С 12 по 28 декабря 1941 года - член Военного совета 28-й армии.
С 28 декабря 1941 года по 21 июня 1942 года - член Военного совета 30-й армии.
С 21 июня 1942 года по 19 апреля 1943 года — член Военного совета 66-й армии.
В декабре 1942 года (или ещё в 1941 году) — полковник.
С 20 апреля 1943 года по 1945 год (до конца войны) — член Военного совета 5-й гвардейской армии.
24 августа 1943 года — генерал-майор.
В 1945−1950 годах — начальник политотдела механизированной армии.
7 октября 1950 года отправлен в отставку.
Скончался в Москве 29 января 1980 года. Похоронен в колумбарии Николо-Архангельского кладбища Москвы.

## Награды
СССР
- орден Ленина (06.05.1945)
- три ордена Красного Знамени (04.02.1943, 22.02.1944, 15.11.1950 )
- орден Богдана Хмельницкого I степени (23.09.1944)
- орден Суворова II степени (06.04.1945)
- орден Отечественной войны I степени (27.08.1943)
- орден Красной Звезды (06.11.1945)
  - Медали в том числе:
  - «За боевые заслуги» (03.11.1944)
  - «За оборону Москвы» (14.11.1944)
  - «За оборону Сталинграда» (1943)
  - «За Победу над Германией в Великой Отечественной войне 1941—1945 гг.» (1945)
  - «За освобождение Праги» (1945)

Других государств
- Орден Белого льва «За Победу» 2 степени (ЧССР).
- Чехословацкий Военный крест 1939—1945 годов (ЧССР).
- Орден «Крест Грюнвальда» 2 степени (ПНР).
- Орден «Крест Грюнвальда» 3 степени (ПНР).
- Кавалер рыцарского ордена «Виртути Милитари» (ПНР)
- Медаль «За Одру, Нису и Балтику» (ПНР)
- Медаль «За вашу и нашу Свободу» (ПНР)